# Jean-Baptiste Gahamanyi
Jean-Baptiste Gahamanyi (* 1920 in Kaduha, Ruanda-Urundi; † 19. Juni 1999 in Butare, Ruanda) war ein ruandischer Geistlicher und römisch-katholischer Bischof von Butare.

## Leben
Gahamanyi empfing am 15. August 1951 die Priesterweihe für das Bistum Kabgayi.
Am 11. September 1961 ernannte ihn Papst Johannes XXIII. zum ersten Bischof des mit gleichem Datum errichteten Bistums Astrida (ab 1963 Bistum Butare). Die Bischofsweihe spendete ihm der Bischof von Kabgayi, Erzbischof André Perraudin, am 6. Januar 1962. Mitkonsekratoren waren Joseph Mikararanga Busimba, Bischof von Goma und André Makarakiza, Bischof von Ngozi.
Gahamanyi war Teilnehmer aller vier Sitzungsperioden des Zweiten Vatikanischen Konzils.
Papst Johannes Paul II. nahm am 2. Januar 1997 seinen altersbedingten Rücktritt an. Gahamanyi starb am 19. Juni 1999 im Alter von 79 Jahren.